# 1248 dans les croisades
Cette page regroupe les évènements concernant les Croisades qui sont survenus en 1248 :
- 12 juin : Saint-Louis et la septième croisade quittent Saint-Denis[1].
- 25 août : Saint-Louis et la septième croisade s'embarquent à Aigues-Mortes[2].
- 7 septembre : Saint-Louis et la septième croisade débarquent à Chypre[2].
- 23 novembre : Ferdinand III de Castille prend Séville (Reconquista)[3].